# Phytomasse

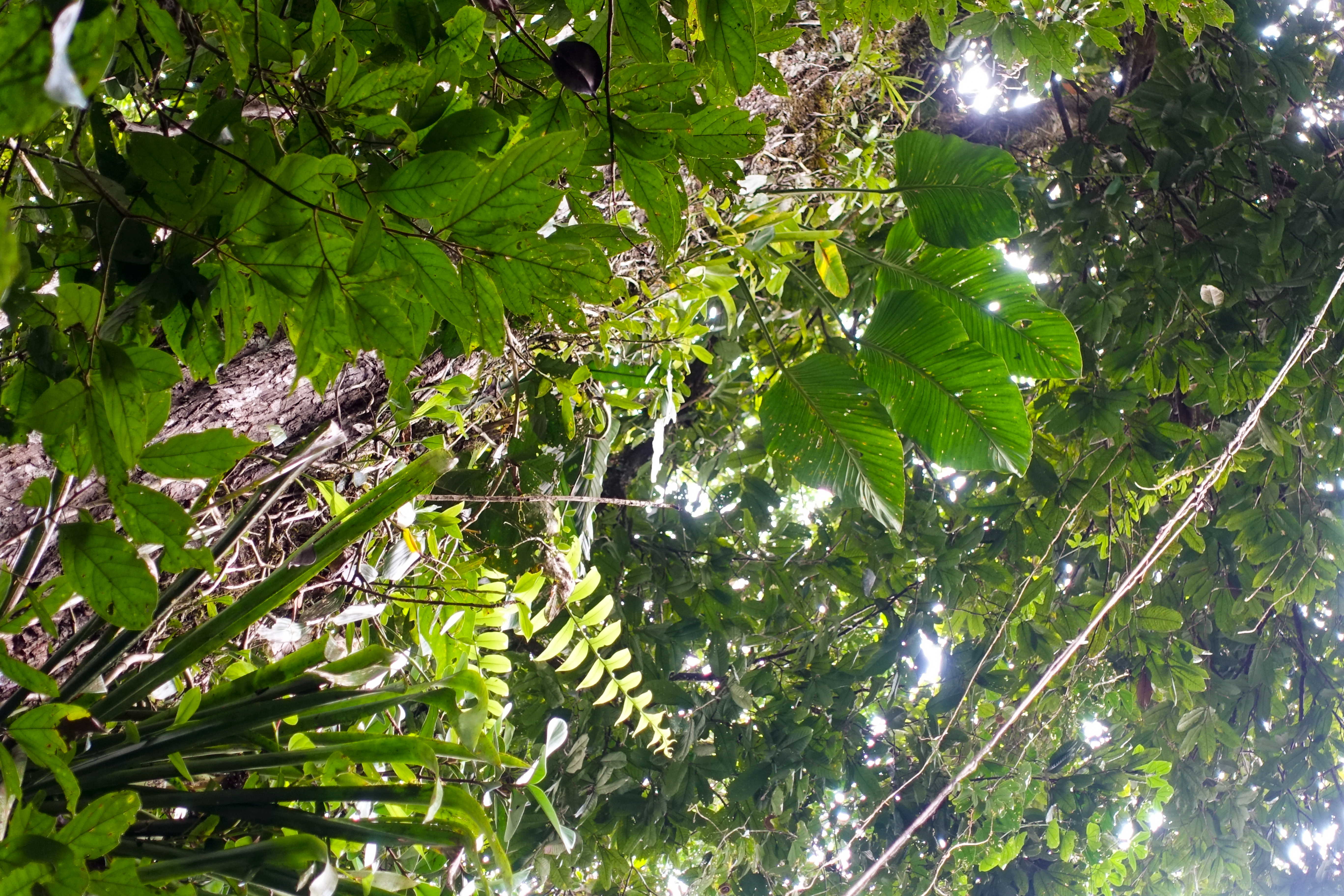
Pflanzen in feuchten Tropenwäldern wie dem ecuadorianischer Regenwald erreichen die höchste Produktivität bei der Erzeugung von Phytomasse.

Phytomasse bezeichnet die Biomasse der lebenden Pflanzen einer definierten Fläche. In einem weiteren Sinn wird häufig die Masse der abgestorbenen Pflanzen (die Nekromasse) mit zur Phytomasse gezählt. Insgesamt sind 82 % der Biomasse pflanzlichen Ursprungs.
Weltweit beträgt die in der Phytomasse gespeicherte Energie rund 1022 Joule, das entspricht etwa dem Zehnfachen der jährlichen Produktion und ist etwa gleich groß wie die bekannten Vorräte an fossilen Brennstoffen.